# Bernard Fischer
Bernard Fischer (1703 – 2. února 1753 Litoměřice) byl český římskokatolický duchovní, generální vikář litoměřické diecéze a sídelní kanovník katedrální kapituly u sv. Štěpána v Litoměřicích.

## Život
V letech 1733-1741 farář v Lovosicích. V roce 1741 za 5. litoměřického biskupa Mořice Adolfa Sachsen-Zeits byl jmenován sídelním kanovníkem litoměřické katedrální kapituly. V letech 1748 až do své smrti v roce 1753 vykonával úřad generálního vikáře litoměřické diecéze. Protože biskup Sachsen-Zeits v Litoměřicích pobýval výjimečně spravoval diecézi sám. Podílel se významně na odstranění následků válečných útrap po saském vpádu na území litoměřické diecéze v roce 1744. Zemřel ve věku 50 let.